# Phebellia laxifrons
Phebellia laxifrons là một loài ruồi trong họ Tachinidae.